# Russell Peters
Russell Peters, född 29 september 1970 i Toronto, är en kanadensisk skådespelare.
Peters har bland annat medverkat i TV-serien Velma. Han har även medverkat i filmerna Djungelboken och Clifford den stora röda hunden.

## Filmografi (i urval)
- 2011 – Source Code
- 2011 – New Year's Eve
- 2014 – Chef
- 2016 – Djungelboken
- 2021 – Clifford den stora röda hunden
- 2023 – Velma (TV-serie)